# Бічаєв Олександр Олегович
Олександр Олегович Бічаєв (нім. Александр Олегович Бичаев; 8 грудня 1988, Демидов, РРФСР — 15 лютого 2023, Кремінна, Україна) — російський офіцер, старший лейтенант ЗС РФ. Герой Російської Федерації.

## Біографія
Навчався у демидовській початковій школі № 2, потім перевівся до середньої школи у селищі міського типу Пржевальське Демидовського району, яке закінчив у 2007 році. Зі шкільних часів захоплювався різними видами спорту.
В 2007 році вступив у Військову академію військової ППО. Після закінчення академії в 2012 році призначений командиром зенітно-ракетного взводу зенітно-ракетної батареї 31-ї окремої десантно-штурмової бригади. Учасник анексії Криму. З 2016 року — начальник групи (приймально-передавальної) роти зв'язку (приймально-передавальної) загону спеціального радіозв'язку, потім — заступник командира групи спецпризначення роти спецпризначення батальйону спецпризначення 45-ї окремої бригади спецпризначення ПДВ. В 2020 році брав участь в інтервенції в Сирію. В липні-серпні 2020 року очолював команду ПДВ, яка посіла перше місце на військовому конкурсі з альпінізму «Ельбруське кільце — 2020». На початку 2022 року призначений командиром зенітно-ракетного взводу зенітно-ракетної батареї 2-го десантно-штурмового батальйону 237-го десантно-штурмового полку. З 24 лютого 2022 року брав участь у вторгненні в Україну, бився в Київській, з травня 2022 року — в Луганській області. Загинув у бою.

## Нагороди
Отримав численні нагороди, серед яких:
- Медаль «За зміцнення бойової співдружності»
- Медаль «За відзнаку у військовій службі» 3-го і 2-го ступеня (15 років)
- Медаль «За повернення Криму»
- Медаль «Учаснику військової операції в Сирії»
- Медаль Суворова (4 травня 2021)
- Орден Мужності (20 лютого 2023) — отримав орден за життя; нагородні документи були оформлені після смерті Бічаєва.
- Звання «Герой Російської Федерації» (12 травня 2023, посмертно) — «за мужність і героїзм, проявлені під час виконання військового обов'язку.» 25 травня медаль «Золота зірка» була вручена рідним Бічаєва заступником командувача ПДВ генерал-майором Наріманом Тімергазіним.